# Hypsibius kunmingensis
Espèce
Hypsibius kunmingensis est une espèce de tardigrades de la famille des Hypsibiidae.

## Distribution
Cette espèce est endémique du Yunnan en Chine.

## Étymologie
Son nom d'espèce, composé de kunming et du suffixe latin -ensis, « qui vit dans, qui habite », lui a été donné en référence au lieu de sa découverte, Kunming.

## Publication originale
- Yang, 2002 : Three new species and one new record of the Tardigrada from China. Acta Hydrobiologica Sinica, vol. 26, no 5, p. 505-508.